# Manakudi
Manakudi es una  ciudad censal situada en el distrito de Kanyakumari en el estado de Tamil Nadu (India). Su población es de 4083 habitantes (2011). Se encuentra a 70 km de Thiruvananthapuram y a 79 km de Tirunelveli. 

## Demografía
Según el censo de 2011 la población de Manakudi era de 4083 habitantes, de los cuales 1926 eran hombres y 2157 eran mujeres. Manakudi tiene una tasa media de alfabetización del 87,87%, superior a la media estatal del 80,09%: la alfabetización masculina es del 83,87%, y la alfabetización femenina del 91,42%.